# Rubia peregrina

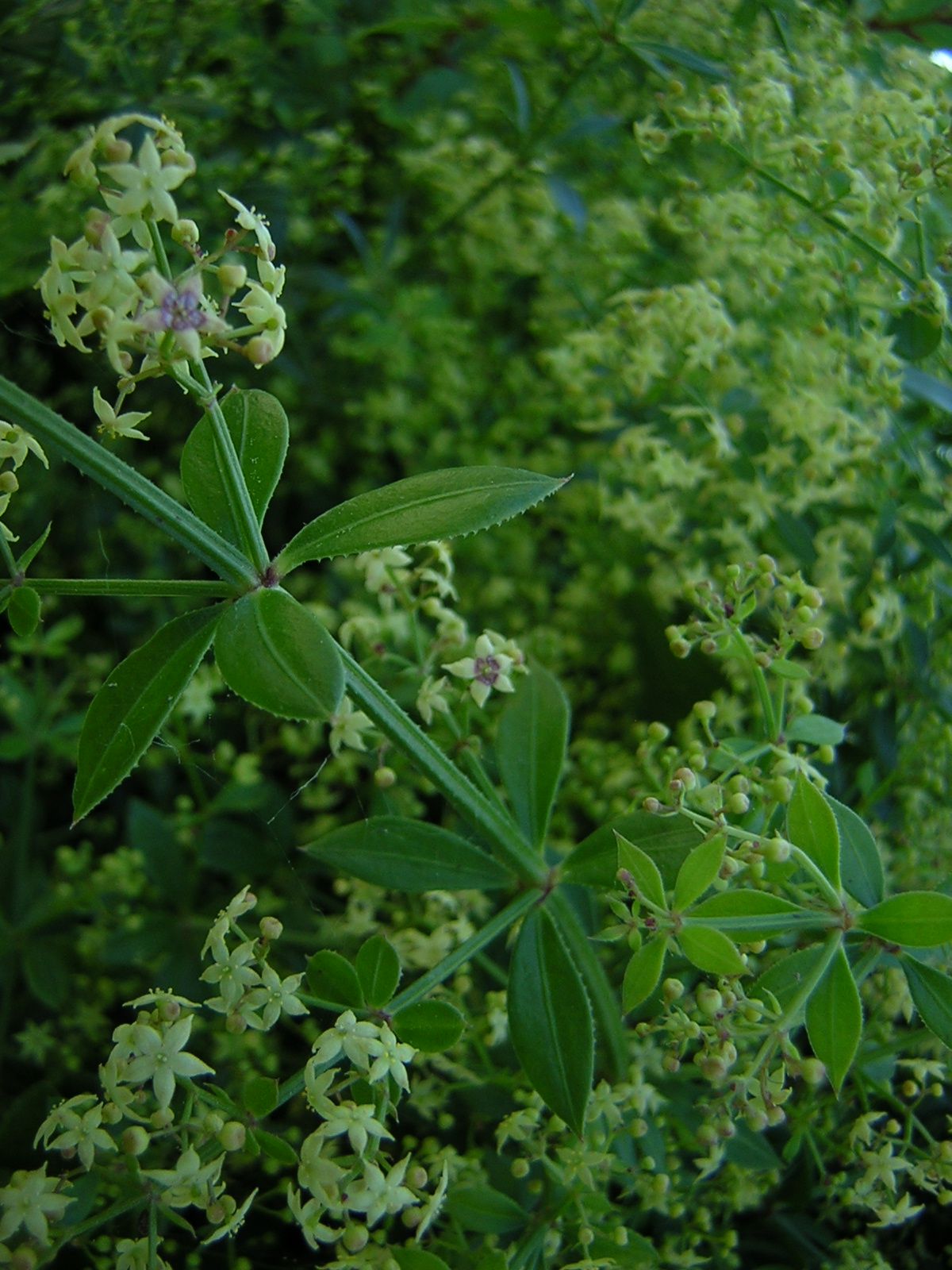
R. peregrina.

Rubia peregrina L. é uma espécie herbácea trepadora pertencente à família das rubiáceas. É uma pequena liana que ocorre em zonas de bosque e matagal esclerófilo, sobre todo o tipo de substratos, incluso no solo sobre pedregais.

## Descrição
A espécie R. peregrina apresenta caules com aspecto característico, abundantemente ramificados, de secção quadrada, com nervura bem marcadas em cada vértice.
As folhas são de coloração verde brilhante a verde claro, agrupadas em verticilos em torno do caule, em número de 4 a 6 em cada verticilo. São simples, sentadas, de forma elíptica a linear lanceolada, com pequenos ressaltos em forma de gancho no bordo que lhes confere uma aparente rugosidade e permite que se prenda a roupas ou à pelagem de animais, dando-lhe um aspecto de velcro. Os ganchos aparecem também na parte inferior da nervura central e em cada um dos quatro vértices da secção do caule.
As flores são hermafroditas, agrupadas em inflorescências terminais similares a panículas. Cada flor apresenta 4 a 6 pétalas soldadas em forma de tubo e 4 a 6 lóbulos de forma triangular a lanceolada, de coloração branca-amarelada.
O fruto é uma baga solitária, negra quando madura, com aspecto de uma diminuta uva, muito consumida pelos pássaros. As aves são o principal meio de dispersão da espécie.
Esta liana alcança 6 m de comprimento e 3 a 4 m de altura. A "ruiva brava" tem as folhas reunidas em verticilos, normalmente em número de cinco ou mais por cada verticilo. As folhas são maiores e mais largas que as de Rubia angustifolia. O hábito da planta é muito parecido com o da espécie Galium aparine, ou de outras espécies do género Galium, mas é diferenciado pelas folhas coreáceas das Rubia, que parecem não murchar após o corte da planta, que contrastam com as folhas tenras de Galium, de um verde claro que se enrugam rapidamente. Para além disso, Rubia apresenta frutos carnosos e Galium frutos secos. Floresce em Maio e Junho.
A espécie tem distribuição natural pela região do Mediterrâneo e nos arquipélagos da Macaronésia, com presença no sul e oeste da Europa e Ásia e norte de África. Em Espanha ocorre no Vale do Ebro, Andaluzia, Alicante, Barcelona, Castellón, Gerona, ilhas Baleares, Tarragona e Valência, regiões onde cresce em matagais, silvados, paredes e zonas forestadas.

## Taxonomia
Rubia peregrina foi descrita por Carolus Linnaeus e publicado em Species Plantarum 1: 109, no ano de 1753. Dada a sua ampla área de distribuição natural e variabilidade morfológica, a espécie tem uma rica sinonímia:
- Rubia anglica Huds. (1762).
- Rubia angustifolia L. (1767).
- Rubia lucida L. (1767).
- Rubia bocconii Petagna (1787).
- Rubia longifolia Poir. in J.B.A.M.de Lamarck (1812).
- Rubia splendens Hoffmanns. & Link (1824).
- Rubia requienii Duby (1830).
- Rubia dalmatica Scheele (1844).
- Rubia angustifolia var. requienii (Duby) Nyman (1879).
- Rubia peregrina var. dalmatica (Scheele) Nyman (1879).
- Rubia peregrina var. lucida (L.) Nyman (1879).
- Rubia peregrina var. splendens (Hoffmanns. & Link) Nyman (1879).
- Rubia erratica Bubani (1899).
- Rubia reiseri Halácsy ex Hayek (1930).
- Rubia peregrina subsp. longifolia (Poir.) O.Bolòs (1969).
- Rubia peregrina var. requienii (Duby) Cardona (1974).
- Rubia peregrina subsp. requienii (Duby) Cardona & Sierra (1980 publ. 1981).

A espécie apresenta numerosos nomes comuns, entre os quais língua-de-gato, garança-brava e ruiva.